# 般若野村
般若野村（はんにゃのむら）は、かつて富山県東礪波郡に存在した村。現在の高岡市中田地区の一部（般若野地区）。
村名は中世の郷名『般若野荘』からとられた。

## 沿革
- 1889年（明治22年）4月1日 - 礪波郡常国村、中野若杉新村、小泉新村、滝新村、島新村、下山田村、下山田新村、東保新村、今泉新村、滝村、今泉村及び射水郡円池又新村の区域をもって、礪波郡般若野村が発足する。
- 1954年（昭和29年）4月1日 - 東礪波郡中田町及び般若野村が合併して、東礪波郡中田町が発足する。
- 1966年（昭和41年）2月10日 - 東礪波郡中田町が高岡市に編入する。高岡市中田地区の一部となる。

## 歴史
古来、平安時代には1183年の般若野の戦いや戦国時代には1506年の般若野の戦いが起きたことで知られる。
現在「般若野」というと、広義には高岡市南部（北般若、中田、般若野）から砺波市東部（南般若、東般若、般若、栴檀野、栴檀山）にわたる地域を指し、狭義には高岡市南部の旧般若野村の地域のみを指す。

## 歴代村長
出典→
1. 沖田又四郎（1889年 - 1893年）
2. 渋谷吉郎平（1893年 - 1896年）
3. 森田伝四郎（1896年 - 1897年）
4. 沖田又四郎（1897年 - 1899年）
5. 森田伝四郎（1899年 - 1902年）
6. 岡島秀雄（1902年 - 1906年、1906年 - 1910年5月4日）
7. 渋谷吉郎平（1910年5月5日 - 1911年9月16日）
8. 沖田又四郎（1911年10月9日 - 1915年10月8日、1915年10月9日 - 1916年12月15日）
9. 森田伝四郎（1917年1月13日 - 1921年1月12日）
10. 森田嘉兵衛（1921年1月21日 - 1923年10月27日）
11. 宮崎一太郎（1923年11月12日 - 1927年11月11日、1927年11月12日 - 1931年11月11日）
12. 渋谷吉郎平（1931年11月12日 - 1933年10月2日、1933年10月7日 - 1935年11月13日）
13. 松田次作（1935年11月16日 - 1939年11月11日、1939年11月16日 - 1943年11月15日、1943年11月16日 - 1946年11月26日）
14. 岡島義雄（1947年4月12日 - 1951年4月4日）
15. 西部庄一郎（1951年4月24日 - 1954年3月31日）